# Larry Tee
Larry Tee er en techno dj/producer fra USA. Terry Lee er opvokset i Seattle, Washington.